# Nordstemmen
Nordstemmen település Németországban, azon belül Alsó-Szászország tartományban. Lakosainak száma 12 150 fő (2023. december 31.). Nordstemmen Giesen, Sarstedt, Pattensen, Springe, Elze, Betheln és Hildesheim községekkel határos.

## Népesség
A település népességének változása:
| Lakosok száma | 12 143 | 12 119 | 12 105 | 12 123 | 12 090 | 12 238 | 12 150 |
|               | 2015   | 2016   | 2017   | 2019   | 2021   | 2022   | 2023   |